# 雅纳亚
雅纳亚（法語：Janaillat，法語發音：[ʒanaja]）是法国克勒兹省的一个市镇，属于盖雷区。

## 地理
雅纳亚（46°3'24"N, 1°44'44"E）面积28.29 平方千米，位于法国新阿基坦大区克勒兹省，该省份为法国中部省份，位于法國中央高原西北部，北起安德尔省和谢尔省，西接维埃纳省，南至科雷兹省，东临多姆山省，东北与阿列省接壤。
与雅纳亚接壤的市镇（或旧市镇、城区）包括：欧热尔、阿扎沙特内、萨尔当、圣埃卢瓦、托龙。

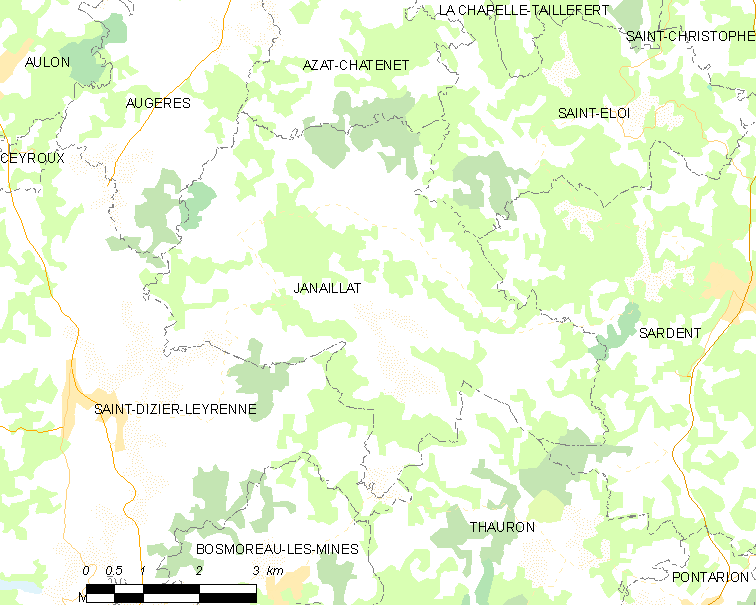
雅纳亚的OSM定位图

雅纳亚的时区为UTC+01:00、UTC+02:00（夏令时）。

## 行政
雅纳亚的邮政编码为23250，INSEE市镇编码为23099。

## 政治
雅纳亚所属的省级选区为阿安县。

## 人口

1962-2008年间雅纳亚人口变化图示

雅纳亚于2022年1月1日时的人口数量为319人。